# Gaya Sa Pelikula
Gaya Sa Pelikula (lit. Como en las películas) es una serie web filipina de 2020 protagonizada por Ian Pangilinan y Paolo Pangilinan. La serie sirve como una precuela de las obras homónimas para televisión no producidas de Wattpad. La trama se centra en un estudiante de arquitectura que se ve obligado a vivir con otro joven y engreído vecino abiertamente homosexual después de que un percance le dificulte pagar sus facturas.
Dirigida por Jaime "JP" Habac Jr. y producida por Globe Studios, la serie se estrenó en YouTube el 25 de septiembre de 2020 y se transmitió los viernes a las 8:00 p. m. PST.  Estuvo al aire hasta el 13 de noviembre de 2020 con un total de ocho episodios.

## Sinopsis
Karl (Paolo Pangilinan), un estudiante de arquitectura introvertido de 19 años se encuentra en medio de una crisis de identidad. Antes del comienzo del segundo semestre en la universidad y obligado por sus padres, se muda a la unidad de condominio de su tío donde aprende a ser económicamente independiente.
Luego, Karl acepta un trabajo de escritura en línea para satisfacer sus necesidades diarias. Mientras esperaba el primer pago por su trabajo, su cliente de repente desaparece en acción, lo que le dificulta pagar sus cuotas mensuales.
Se presenta una oportunidad cuando su engreído vecino Vlad (Ian Pangilinan) tiene que esconderse de su familia y le propone compartir el espacio de Karl por el resto de las vacaciones semestrales a cambio de pagar su renta mensual.

## Reparto

### Principal
- Ian Pangilinan - Jose Vladimir "Vlad" Austria
- Paolo Pangilinan - Karl Frederick "Karl" Almasen

### Secundario
- Adrienne Vergara - Judit Austria (hermana mayor de Vlad)
- Che Ramos - Adelaida Almasen (madre de Karl)
- Chrome Cosio - Mario Almasen (padre de Karl)
- Yesh Burce - Anna (vecina de Karl y Vlad)
- Justine Peña - Sue Ching (mejor amiga de Vlad)
- Franco Ramos - Santi Almasen (tío de Karl y hermano de Mario)

## Producción

### Desarrollo
Globe Studios fue la empresa productora de la serie web. Indicaron que se inspiraron en el éxito de 2gether: The Series una serie BL de televisión tailandesa de contenido similar de amor de chicos. También afirmaron que tenían el objetivo de crear "más historias gay contadas por personas homosexuales" ya que abogan por la representación LGTBQ+ en los medios. En Whattpad se lanzó un anticipo de la serie el 20 de abril de 2020.
En un tuit de la cuenta oficial de Twitter de la serie, el 27 de junio de 2020, Jaime "JP" Habac Jr. fue nombrado como su director. Habac se destaca por dirigir I'm Drunk, I Love You (2017) una película independiente de comedia romántica.
El teaser se lanzó el 4 de septiembre de 2020 en YouTube con Paolo Pangilinan e Ian Pangilinan siendo los actores principales. La serie es el primer papel actoral de Paolo, mientras que es el primer papel principal de Ian en la pantalla.
El 13 de noviembre Globe Studios pospuso el lanzamiento del final y la reunión online de fans hasta el 20 de noviembre para reunir apoyo para los afectados por el tifón Ulysses.

### Música
La banda sonora de la serie fue lanzada por la lista de reproducción oficial de Globe Studios en Spotify y en las plataformas de Facebook y Youtube.

## Lanzamiento

### YouTube
El teaser fue lanzado el 4 de septiembre de 2020. El 28 de septiembre de 2020, se lanzó el tráiler oficial en YouTube.
El primer episodio, Meet Cute, se estrenó en YouTube el 25 de septiembre de 2020 a las 8:00 p. m. (hora estándar de Filipinas).

### Netflix
La serie se estrenó en Netflix en el sudeste asiático, Hong Kong y Taiwán el 7 de enero de 2021.

## Recepción
El primer episodio de la serie web se lanzó el 25 de septiembre de 2020. Desde entonces, ha obtenido más de 1,7 millones de visitas hasta el 15 de diciembre de 2020.
Al ser comparado con otras series de amor entre chicos producidas localmente, como Gameboys y Hello Stranger, Habac descartó que estuvieran "compitiendo con cualquier otra serie BL", pero en cambio están encantados con su ascenso ya que supone la normalización de las relaciones LGBTQIA+ en la sociedad al permitir que los espectadores sientan que ser gay está bien.
Visualizaciones en YouTube al 25 de diciembre de 2021:
| Episodio                   | N° de visualizaciones |
| -------------------------- | --------------------- |
| 1. Meet Cute               | 2,7M                  |
| 2. Deal                    | 1,8M                  |
| 3. Cat and Dog             | 1,7M                  |
| 4. Time Away               | 1,7M                  |
| 5. Seeing the Light        | 1,8M                  |
| 6. A Baring of Souls       | 1,7M                  |
| 7. The Dust We Swept Under | 2M                    |
| 8. The World Outside       | 1,7M                  |

### Invitados en It's Showtime
El 9 de noviembre de 2020, los actores principales Ian Pangilinan y Paolo Pangilinan aparecieron como invitados en "Mas Testing", un segmento del programa de variedades del mediodía It's Showtime. El segmento presenta un "rastreador tumpak" (literalmente, 'rastreador preciso') que necesita "adivinar correctamente cuál de los dos PUT o 'personas bajo prueba' se ajusta mejor a una descripción o hace un desafío". Sin embargo, las preguntas hechas por los anfitriones Vice Ganda, Vhong Navarro y Jhong Hilario generaron críticas de los internautas cuando se les preguntó a los actores principales quién era más heterosexual, "tigasin" (lit. 'duro'), "magaling magpalabas" (lit. ' bueno en la liberación') y "kulot" (lit. 'rizado').  Esto llevó a los internautas en Twitter a resaltar la importancia de la orientación sexual, la identidad de género y la concienciación y educación sobre la expresión de género.